# マリオパーティ
『マリオパーティ』（英: Mario Party）は、任天堂が1998年12月18日にNINTENDO 64用に発売したゲームソフトである。発売は任天堂が担当だが、開発は『ボンバーマン』シリーズや『桃太郎電鉄』シリーズを手掛けるハドソンとハドソンのゲームを開発協力として多く手掛けてきたシーエイプロダクションが担当している。略称は「マリパ1」。「初代」と呼ばれることもある。CMのナレーションは真地勇志が担当した。1999年2月8日にはアメリカで、1999年3月9日にはヨーロッパでも発売された。

## 概要
マリオパーティシリーズの第1作である本作は、スゴロク式のボードマップとミニゲームが合体した内容であり、最大4人で遊べる。また、本作においてシリーズに共通している下記のシステムが作られた、
- 「サイコロブロック」をたたき出た目だけ進行方向に従ってマスを進む。なお、サイコロブロックの出る目は通常1〜10の間。
- 止まったマスに応じてイベントが発生する。
- プレイヤー全員が止まったマスの色により、ターンの最後に始まるミニゲームの種類が決まる。
- マップ上にテレサ等、通過すると発生するイベントがある（ただし、今作ではテレサやノコノコはオプションやボードマップの状況等によりあり・なしの設定ができる。これについては後述）。
- マップ上のスターの場所に行き、貯まったコインでスターと交換する。

一方で、「移動中にアイテムを購入する」「移動する前にアイテムを使用する」と言った、ボードマップ上でアイテムを使うというシステムはまだ無く、アイテムはキノコショップで売っている物をボードマップ内で集めたコインで買う方式が取られていた。その他、マップ上でクッパと遭遇するとクッパイベントが発生したり、スタート地点にノコノコがいて通過時にコインが貰えるなどといった、今作だけのルールもある。他に課題をクリアしながらゴールを目指す1人用ゲーム「ミニゲームアイランド」や、スター獲得のルールがなくひたすらミニゲームで戦い、集めたコインの数を競う「ミニゲームスタジアム」もある。

## ゲーム内容
マリオパーティは、6人のプレイヤーキャラクター、マリオ、ルイージ、ピーチ、ヨッシー、ワリオ、ドンキーコングが登場するパーティーゲームである。ゲームのフレームストーリーでは、マリオとその仲間たちが、誰が「スーパースター」、すなわち世界全体が頼りにできる存在であるかを巡って議論する。この論争を解決するために、彼らは冒険に出発し、タイトルにふさわしいのは誰かを決めるというものである。
ゲーム内容は、伝統的なボードゲームの形式で展開され、6つのゲームボードマップが登場する。それぞれのマップはプレイ可能なキャラクターをテーマにしている。さらに、追加で2つのボードマップがゲーム内で解放される。
マリオパーティはマルチプレイヤーに対応しており、ボードマップでのゲームは最大4人のプレイヤーで行われる。そのうち少なくとも1人は人間であり、最大4人までが参加可能である。人間が操作しないキャラクターについては、コンピュータ制御による操作となる。コンピュータ制御キャラクターのスキルレベルは「かんたん」「ふつう」「むずかしい」の3段階から個別に設定できる。プレイヤーとボードマップが決定した後、ボードマップゲームの長さを選択する。「かんたんプレイ」は20ターン、「ふつうプレイ」は35ターン、「ながいプレイ」は50ターンとなる。ボードが開始されると、それぞれのプレイヤーがサイコロブロックを叩き、ターン順を決定する。出た数が最も大きいキャラクターが最初に、最も小さいキャラクターが最後にターンを進める。
マリオパーティの目的は、設定されたターン数内で最も多くのスターを集めることである。スターはキノピオからコインを使って購入する必要があり、このコインは50種類のミニゲームのうち1つをターン終了後にプレイすることで獲得できる。最初のプレイヤーは、サイコロブロックを叩いて進むマス数を決定し、1から10の範囲で進む。各ボードマップには様々なマスが存在する。青い無地のマスと赤い無地のマスに止まると、それぞれ3コインの獲得または喪失となり、最後の5ターンではその額が6に倍増する。星が記された青いマスでは、1人用のミニゲームが開始される。青い「!」マスではチャンスタイムゲームが始まり、選ばれたキャラクター同士がコインまたはスターを渡す、または交換することになる。このマスに止まったプレイヤーが3つのブロックを叩くことで、関与するキャラクターと賞品が決定する。緑色の「?」マスに止まると、そのボードマップ独自のイベントが発生し、一部のプレイヤーを助けることもあれば邪魔することもある。クッパの顔が描かれた赤いマスに止まると、クッパが出現し、プレイヤーの進行を邪魔する。キノコのマークが描かれた青いマスでは、次のターンをすぐにプレイできるか、もしくは次のターンをスキップするかのどちらかが決まる。キノピオ以外にも、ボード上にはテレサ、ノコノコ、クッパといったキャラクターが登場する。テレサは、通り過ぎるプレイヤーの代わりに、他のプレイヤーからコインまたはスターを盗むことができる。コインを盗むのは無料だが、スターを盗むには50コイン必要である。ノコノコはボードマップのスタート地点に常駐しており、通り過ぎるプレイヤーに10コインを渡す。クッパは通り過ぎたプレイヤーに無用なアイテムを無理やり売りつけ、進行を妨害する。一部のボードでは、キノピオがスターを売った後に場所を移動することがある。
全プレイヤーがボード上で一度ずつ移動を行った後、ミニゲームが開始される。ミニゲームの種類は、各プレイヤーが止まったマスの色によって決定される。緑色のマスに止まったプレイヤーは、ミニゲームが選ばれる前に「青」または「赤」のステータスにランダムに割り当てられる。すべてのプレイヤーが同じ色のマスに止まった場合は4人用ミニゲームが開始される。それ以外の組み合わせでは、1対3または2対2のミニゲームが行われる。具体的なミニゲームはルーレットで選ばれる。ミニゲームのタイトルは通常緑で表示されているが、一部は赤で表示されている。どのミニゲームでも勝者はコインを獲得する。赤で表示されたミニゲームでは、敗者がコインを失う場合もある。ミニゲーム終了後は次のターンが始まり、この過程が設定されたターン数が終了するまで繰り返される。最後のターンが終了すると、3つの賞の受賞者が発表され、それぞれ追加で1スターを獲得する。最初の2つの賞は、ミニゲームおよびボードマップゲーム全体で最も多くのコインを集めたプレイヤーに与えられ、3つ目の賞は最も多くの「?」マスに止まったプレイヤーに与えられる。ゲームの勝者、すなわち「スーパースター」は、各プレイヤーが獲得したコインとスターの合計数によって決定される。コインとスターの数が同じ場合は、サイコロブロックの出目で勝者が決まる。

### その他のモード
ゲームのメインメニューには「マッシュルームバンク」があり、ゲームプレイ中に人間プレイヤーが獲得したコインが預けられる。マッシュルームバンクには初めから300コインが用意されている。コインは「ミニゲームハウス」でミニゲームを購入するのに使用でき、購入したミニゲームは通常のボードゲーム外でいつでも遊ぶことが可能となる。ミニゲームハウスには「ミニゲームスタジアム」モードも含まれており、このモードでは4人のプレイヤーが、青と赤のマスのみで構成された特別なボードマップで競う。これらのマスではコインを得たり失ったりすることはなく、コインはミニゲームで勝利することでのみ獲得できる。ミニゲームスタジアムの勝者は、設定されたターンが終了するまでに最も多くのコインを集めたプレイヤーである。
コインはまた、メインメニューの「マッシュルームショップ」でのアイテム購入にも使用できる。購入されたアイテムはマッシュルームバンクに保管される。これらのアイテムはゲーム中にオンまたはオフで設定可能であり、オンに設定されると、任意のキャラクターがサイコロを振った際にランダムで効果を発揮する。こうした効果には、大きな数字または小さな数字しか出ない特別なサイコロブロックの使用や、ノコノコやテレサをボードから取り除くアイテムが含まれている。
ゲームにはシングルプレイヤー用の「ミニゲームアイランド」モードが含まれており、このモードでは1人の人間プレイヤーが各ミニゲームを順番にプレイする必要がある。プレイヤーには4つのライフが与えられ、各ミニゲームをクリアするごとにワールドマップを進むことができる。ミニゲームに負けるとライフを1つ失う。すべてのライフを失うとゲームオーバーとなり、最後のセーブポイントから再開する必要がある。ミニゲームアイランド内のすべてのミニゲームをクリアすると、最大で3つのボーナスミニゲームが解放される。

### ゲームモード
はじめに「キノコむら」でプレイするゲームを選択する。以下の施設から行きたい場所を選ぶ。
ワープドカン
1人〜4人でボードゲームをプレイできる。ルールの説明も見ることができる。
ミニゲームハウス
ボードゲームでプレイしたことのあるミニゲームを、コインを払って購入できる。購入したミニゲームはここで自由にプレイができる。また、集めたコイン数を競うボードゲーム「ミニゲームスタジアム」もプレイできる。
ミニゲームアイランド
イカダを選ぶと行くことができる、1人用のモード。指定された条件でミニゲームをクリアしていき、ゴールを目指す。
キノコショップ
コインを払っていろいろなアイテムを購入できる。アイテムについては後述。
キノコバンク
これまで集めたスター・コイン・アイテムが保管されている銀行。ボードゲームで使われるアイテムは、ここで使用するかしないかの設定ができる。スターを100個集めるとスターがクッパに奪われるが、初回こそクッパの張り紙を確認→キノコ村に戻るのみだが、それ以降は左側のキノスターは通常通りアイテムの変更などは可能で、この時に向かって右のキノスターに話しかけるとレアな台詞を聞ける。
オプションハウス
ステレオ・モノラルの切り替えやBGMの試聴などができる。

### ボードゲーム
キノコむらの「ワープドカン」を選ぶとボードゲームをプレイすることができる。ワープドカン内で「参加人数」「使用するキャラ」「COMプレイヤーの強さ」「プレイするボードマップ」「ターン数（20・35・50のいずれか）」を設定する。ボードマップに着くとノコノコからガイドを受けて、全員でサイコロブロックを叩き出た目の大きい順でターンの順番を決める。その後、ノコノコから10コインをもらいスターの位置を確認してからゲームスタートとなる。

#### ゲームの流れ
4人のプレイヤーが順番に1 - 10の目が出る「サイコロブロック」を叩き、出た目だけマップの進行方向に従ってマスを進む。移動が終わると止まったマスに応じてイベントが発生する。4人全員の移動が終わるとミニゲームが始まり、ミニゲームで勝利するとコインがもらえたり、場合によっては負けたプレイヤーからコインを奪うことができる。プレイするミニゲームの種類は「プレイヤーパネル」の色（止まったマスの色）によって決まり、「?マス」に止まった場合はランダムで青か赤に色が変わる。
この「4人が移動してミニゲームが終了する」までの流れを「1ターン」とし、設定したターン数だけゲームが続く。また、残り5ターンになると途中経過をノコノコが発表し、その後以下のようなルールが追加される。
- 「青マス」「赤マス」のコインの増減が2倍になる。
- ノコノコからもらえるボーナスのコインが2倍（20コイン）になる。

#### 3賞・結果発表
設定したターン数が全て終了すると結果発表の前に「3賞」が発表され、各賞に受賞するとスターを1個もらえる。3賞の内容は以下の通り。なお、各賞の受賞者が複数いる場合は該当者全員にスターが1個ずつ贈られるが、4人全員同率だと「該当者なし」となりスターはもらえない。
ゲームスター
ミニゲームでコインを一番多く稼いだプレイヤー。
コインスター
コインを一番多く持っていた時のコイン数が、一番多いプレイヤー。
ハプニングスター
「?マス」に一番多く止まったプレイヤー。止まったが何も起きなかった回数も含む。
そして、最後にスターを一番多く持っていたプレイヤーが1位となり「スーパースター」が決定する（スターの数が同じプレイヤーがいた場合は、コインの数が多い方が上の順位となる。スターもコインも同じ数の場合は、そのプレイヤー同士でサイコロブロックを同時に叩き、大きい目を出したプレイヤーが上の順位となる）。
最終結果の画面でSTARTボタンを押すと、各プレイヤーのスターの数・コインの数・ミニゲームでのコイン獲得数・最大コイン所持数・各マスの止まった回数などの詳しい成績を見ることができる。その後、貯金箱にゲーム中に集めたスター・コインが回収される。ただし、COMプレイヤーが集めたものは貯金箱には回収されない。なお、貯金箱に回収されたコインはキノコむらの「ミニゲームハウス」や「キノコショップ」で、ミニゲームやアイテムの購入に使用することができる。スターの累積数は100個でカンストとなっているが、キノコむらや建物内でSTARTボタンを押すことで確認できる、ボードゲームの合計プレイ回数とスター獲得枚数では記録されている。

### ミニゲームアイランド
始めからプレイできる1人用のモードで、プレイヤーとパートナーでゴールを目指す。プレイヤーはワールドごとに決められたコースのミニゲームをクリアし、全9ワールドをクリアしてゴールを目指す。
クリアしていないマスは青、クリアしたマスは黄色で表示される。パートナーは「2vs2ミニゲーム」と4人用の「てらせ!テレサのやかた」と「キー!KEY!キープ!」に参加する。
プレイヤーの残り人数は画面の左上に表示され、ミニゲームをクリアする毎に1人増え、ミスをすると1人減る。残り人数が「0」のときにミスするとゲームオーバーとなる。最初のプレイヤーの残り人数は「3」。
コイン枚数は画面の右上に表示され、ミニゲームをクリアする毎にコインがもらえ、100コイン集めると残り人数が1人増える。
ゲームオーバーになったときは最後にセーブした「セーブマス」からのスタートとなり、残り人数は「3」、コイン枚数は「0」にリセットされる。
各ワールドの最初に「セーブマス」がある。このマスではゲームのセーブができ、また「キノコむら」へ戻ることもできる。ゲームオーバーになったときは最後にセーブしたセーブマスからやり直さなければならない。
また、ゴールではプレイヤー+キノピオ+COM2人で「スロットルレーシングL」で勝負をする。ここで勝利するとゲームクリアとなる。ここでのみ敗北しても残り人数は減らない。

## ストーリー
「誰が1番のスーパースターか」を巡って大騒ぎをしていたマリオ、ルイージ、ピーチ、ヨッシー、ワリオ、ドンキーの6人は、キノピオの提案でキノコ村を舞台に8つのマップを冒険しながら戦う。

## 開発
本作はボードゲームとミニゲームの合体というアイデアからスタートし、試行錯誤の末にミニゲームの面白さが現れ、最終的にはミニゲームを生かしたボードゲームという形になった。
高い人気を誇る「マリオ」のキャラクターと、『ボンバーマン』や『桃太郎電鉄』などのパーティゲームの開発・発売元であるハドソンのノウハウを活かすことでNINTENDO 64市場におけるファミリー層の市場活性化を狙って制作された。
本作においては疑似3Dという形で表現されており、『マリオパーティ3』まで同様の技法が用いられていた。
BGMはゲームミュージック作曲家として有名な光田康典が全曲作曲している。
ハドソンが本作のために筑波大学の徳永隆治らと共同で開発した画像圧縮エンジン「Hybrid Vector Quantization」が使用されている。

## キャラクター

### プレイヤー
本作はマリオカートシリーズなどによく見られるキャラクターの性能差は存在せず、後のこのシリーズでも基本的に性能差は存在しない。
- マリオ
- ルイージ
- ピーチ
- ヨッシー
- ワリオ
- ドンキー

### ガイド・イベントキャラ
キノピオ
オープニング・キノコむらの案内・ボードゲームの設定・スターとコインの交換・ミニゲームの説明など、様々な場面で登場する。
ノコノコ
各マップのガイド役として登場。マップを一周するとコインが貰え、よびだしブロックでも現れることがある。ただし「えいえんのスター」では、開始時にクッパに弾き飛ばされてしまうので登場しない。しかし、チャンスゲーム時や結果発表時には何事もなかったかのように登場する。
テレサ
ボードマップ中に登場し、他のプレイヤーからコインやスターを奪ってきてくれる。スターを奪ってきてくれる為には50コイン必要だが、今作はコインは無料で奪ってきてくれる（マリオパーティ2からは5コイン必要）。
クッパ
ボードマップ中や、「クッパマス」に止まったときに登場し、プレイヤー達の邪魔をしてくる。マップ上で出会うと役に立たないアイテムを無理やり売りつけてくる。
ミニクッパ
クッパの分身。「えいえんのスター」で登場し、コイン20枚以上でスターの交換などをしてくれる。ただし、プレイヤーとサイコロで勝負し勝たなければならない。ミニクッパのサイコロは1〜10の間だが、プレイヤーのサイコロは弱そうだとミニクッパがナメてくれるため、8,9,10しか出ない。ミニクッパより数字が上ならスターを獲得。下ならスター1枚取られる。
キノバーグ
頭部が赤色で、白色の斑点が付いているおばあさんのキノピオ。「ミニゲームハウス」で、ミニゲームを売ってくれる。
キノスター
頭部が黄土色で若干太り気味のキノピオで、斑点の代わりにスターの模様が付いているものとコインの模様が付いているものの2人がいる。2人とも「キノコバンク」におり、キノコショップで購入したアイテムと、ボードゲームで集めたスター・コインを保管している。
キノルド
頭部が緑色で、白色の斑点が付いているキノピオ。「オプションハウス」におり、セーブデータを消去してくれる。
ヒューヒュー
「マリオのレインボーキャッスル」で城の近くに登場する。ミニゲームアイランドではクリア後に出現し、終盤のステージからスタートマスへのショートカットをさせてくれる。
ジュゲム
「マリオのレインボーキャッスル」で登場し、スタート地点まで運んでくれる。
ズター
「マリオのレインボーキャッスル」で、スターの偽物としてクッパから40コインで押し売りされる。
バッタン
「ドンキーのジャングルアドベンチャー」で登場し、分岐点の道をふさぐ。通行には10コイン必要で、通過したプレイヤーを守るように移動する（反対側に進んだ場合も同様）。
クリボー
「ピーチのバースデーケーキ」で登場し、30コインを払うと「イチゴ」（パックンフラワー）の種を植えてくれる。本作ではフラワーくじのアタリを引いた時にプレイヤーに皮肉を言うなど、言動が後のミニクッパと似通っている。
パックンフラワー
「ピーチのバースデーケーキ」で「イチゴ」として登場する。植えたマスに他のプレイヤーが止まるとスターを1枚横取りできる（植えた本人やスターを持ってないプレイヤーは効果なし）。
ドッスン
「ヨッシーのトロピカルアイランド」で登場し、橋をふさぐ、コインを払うと通してくれるが逢う度にコインの枚数が増える（最大50枚）。
プクプク
「ヨッシーのトロピカルアイランド」で登場し、キノピオとクッパの位置を入れ換える。
ボムへい
「ワリオのバトルキャニオン」で登場し、赤軍と黒軍に分かれて戦争をしている。
プロペラヘイホー
「ワリオのバトルキャニオン」で登場し、クッパのいるエリアまで連れて行ってくれたり、他のプレイヤーを連れ来てくれる（どちらも10コイン必要）。
ピスドン
「ルイージのエンジンルーム」で登場し、20コインで壁の開け閉めをしてもらえる。固定式なのか、マップ上のイベントキャラクターで唯一登場マップのエンディングに登場しない（スタッフロールには登場する）。

### その他
バッタブロック
4人用ミニゲーム「ブロックやまくずし」で登場する箱のキャラクター。壊そうとすると飛び跳ねる。
かいぞくヘイホー
4人用ミニゲーム「はたあげヘイホー」で登場する。
トゲロー
4人用ミニゲーム「キー!KEY!キープ!」で登場する。本作でしか登場しないレアな敵。
ガスボステレサ
4人用ミニゲーム「てらせ!テレサのやかた」で登場する巨大なガス状のテレサ。コースの後ろから襲ってくる。
ボブル
4人用ミニゲーム「なわなわピョンピョン」で登場する。
ハンマーブロス
4人用ミニゲーム「ぎぶみーハンマーブロス」で登場する。
ヤリホー
1vs3ミニゲーム「マリオボート」で登場する。

## 評価
マリオパーティは、Metacriticによるレビュー集計で「概ね好評」の評価を受けた。批評家たちは、マリオパーティがマルチプレイヤーオプションを通じて他の人と一緒にプレイすることで、はるかに楽しくなると考えていた。GameSpotのJoe Fielderは、「マルチプレイヤーでは楽しいゲームが、シングルプレイヤーモードでは全く魅力がない。実際には、友達に怒鳴ったり応援したりする、そのマルチプレイヤーの競争的な刺激こそが、これらのしばしばシンプルなミニゲームに命を吹き込むものであり、それがなければ、単なるシンプルなゲームにすぎない」と述べた。IGNのPeer Schneiderも同様の立場をとり、マリオパーティの楽しさはゲームとの対話ではなく、プレイヤー同士の対話にあると指摘した。The Cincinnati EnquirerのJames Bottorffは、「1人でプレイすると、コンピューターの相手が非常に遅い動きをするのをじっと見ていなければならない」と書いている。GameRevolutionのDr. Mooは、1人でプレイすることは「非常に退屈」であり、「現実的に4人を集めてマリオパーティをプレイするのは言うほど簡単ではない」と述べた。さらに、ゲームについて「素晴らしい意図はあったが、満足できない出来」と評し、「退屈でしばしば苛立たしい体験」とも呼んだ。Game Informerのレビュアーたちも、ミニゲームや全体的なゲーム内容について否定的な評価を下した。AllGameのScott Alan Marriottも多くのミニゲームに不満を抱き、ランダムな運要素を批判した。彼は、マリオパーティが良いコンセプトを持っているもののやや期待外れだとし、短いミニゲームと単純なゲームプレイに大半のプレイヤーが満足できないだろうと結論づけた。
音楽については称賛されたが、グラフィックについては賛否が分かれた。批評家たちは、マリオパーティが幼い子供たちにアピールすると考えていた。Electronic Gaming Monthlyの著者たちは、このゲームに平均8.625/10のスコアを与えた。日本では、Famitsuのレビュアー4人が合計31/40のスコアを付けた。
第3回インタラクティブ・アチーブメント賞では、インタラクティブ芸術科学アカデミーにより「コンソール子供・家族向けタイトル・オブ・ザ・イヤー」にノミネートされたが、この賞は最終的に「ポケモンスナップ」に贈られた。
マリオパーティは、アメリカで発売後2か月以内に、最もレンタルされたビデオゲームのトップ5にランクインした。また、1999年4月には4番目に売れたビデオゲームだった。